# Ziege (vis)
De ziege (Pelecus cultratus) is een straalvinnige vis uit de familie van de karpers (Cyprinidae) en behoort derhalve tot de orde van de karperachtigen (Cypriniformes). De vis kan maximaal 60 cm lang en 2000 gram zwaar worden. De hoogst geregistreerde leeftijd is 11 jaar. 

## Leefomgeving
De ziege komt voor in zoet en brak water. De vis prefereert een gematigd klimaat. Het verspreidingsgebied beperkt zich tot Oost-Europa en West-Azië. De diepteverspreiding is 0 tot 20 m onder het wateroppervlak. 

## Relatie tot de mens
De ziege is voor de visserij van beperkt commercieel belang. In de hengelsport wordt weinig op de vis gejaagd. 